# 我家師傅沒有尾巴
《我家師傅沒有尾巴》（簡稱）是由TNSK創作的日本漫畫，連載於《good! Afternoon》2019年第2號至2024年第2号。改編電視動畫於2022年9月30日首播，動畫製作公司是LIDENFILMS。

## 劇情大綱
大正年間，出身淡路的豆狸女孩小豆以完成任務的名義來到大阪。擅長變化術的她本想藉此機會大肆愚弄人類，卻因現代文明發展而屢屢吃癟。
因緣際會下，小豆見識到知名落語家大黑亭文狐「比妖術還令人沉醉」的落語表演並深深為之著迷。深受感動的小豆立志成為落語家，並向文狐拜師。起初文狐無意收徒，但見到小豆的誠意後決定承認她的徒弟資格並允許她偷師。就這樣，新人落語家—大黑亭豆田的修行生活開始了。

###### 【四天王試煉篇】
「讓大黑亭的技藝由文狐結束」是文狐的師傅大黑亭文鳥的遺願。有鑒於此，四天王之一的霧之圓紫召集了含文狐在內的其他四天王討論文狐收徒一事。圓紫認為文狐收徒是背叛先代，並威脅若不將小豆逐出師門會全面封殺大黑亭。另一位四天王椿白團治則提議讓小豆接受四天王各自的考驗，若小豆得到全員認可就能回到文狐門下。起初圓紫認為文狐封門是先代的遺志因此反對，在文狐以自己的職涯作為賭注後這項提議才正式通過。爾後小豆依序通過了白團治、圓紫、還有惠比壽家歌綠的考驗，最終回到了大黑亭門下。文狐則在這次事件後明白先代的遺願並不是想要她從此封門，而是不要再讓撕裂自己情感的這種技藝傳承下去。

###### 【地獄八景亡者戲篇】
新人落語大賽在即，小豆卻無法保持自己的人形。後來在小豆祖父的拜訪下得知豆狸的法力會在與人類相處時逐漸消失。為了解決這個問題，文狐與小豆開始調查傳說中的左衛門狸，卻只得到她已死去的消息。輾轉間小豆造訪了地獄，並在文鳥的協助下找到左衛門。左衛門告訴小豆自己是靠金印避免法力流失，雖然她願意轉讓但金印已被閻魔奪走。爾後左衛門與小豆來到審判庭，利用亡者和左衛門的幻術製造混亂奪回金印。讓閻魔顏面盡失的小豆遭到追捕，最後則在文狐等人的幫助下成功帶著金印返回現世。

## 角色列表
小豆（聲：M·A·O）
來自鄉下的豆狸女孩子。因為憧憬曾在人類世界生活的亡父，藉替長老辦事來到大阪探險，在大阪遇見文狐的落語表演後，發現落語比自己的幻術更能欺瞞人類，深受感動，因而決定拜文狐為師。
來到大阪後，除了落語方面的練習外，因豆狸跟人類之間生活上的差異而鬧出不少笑話，也被文狐要求需熟練人化之術，在跟文狐與其他落語家長時間相處下，已逐漸適應人類方面的生活但個性上仍有冒失的一面。
大黑亭文狐（聲：山村響）
妖狐落語家，上方落語四天王之一。原先無意收徒，但在見識到小豆的死纏爛打跟誠意後，允許她成為自己弟子。其幻術高超，能夠完美地化身為人類。過往曾因主持的神社被毀而憎恨人類，被大黑亭文鳥強制收為落語的徒弟後逐漸被他所折服，不過其個性仍保有毒舌的一面，即使是自己師傅文鳥也不例外。
小豆的父親（聲：榎木淳弥）
小豆的父親，本名芝右衛門。喜歡探索人類的世界，也間接影響了小豆，故事開始時已身亡只在小豆的記憶裡登場。
淡路的豆狸長老（聲：高橋伸也）
小豆族裡的長老。嚴格告誡小豆要遠離人類，但還是同意她前往大阪，對尚未歸來的小豆感到憂心。
椿白良（聲：Lynn）
新人落語家。雖然是出身在黑道家庭的千金，但為了成為落語家而離家出走。在小豆剛踏入落語的世界時就已經擔任前座，一開始看不上新人的小豆，但在小豆替她出頭擋住家裡的壓力後逐漸變成朋友，後期也為小豆在落語方面的成長感到高興。
椿白團治（聲：江口拓也）
上方落語四天王之一，白良的落語師傅。個性十分散漫跟好賭，私生活連文狐都覺得此人無可救藥，但落語實力有目共睹，對文狐新收的弟子-小豆感到十分有趣。
霧之圓紫（聲：竹達彩奈）
上方落語四天王之一。平日說話速度極慢，需要靠節拍器才能正常溝通，過往曾想拜入大黑亭文鳥門下但被婉拒，因而將文狐視作競爭對手，對小豆在態度上也極為嚴格。
惠比壽家歌綠（聲：石田彰）
上方落語四天王之一，文鳥的同期，四天王裡的大前輩。落語方面的實力與文鳥不相上下。個性上很怕麻煩的人事物，對活潑的小豆敬而遠之，平日幾乎都住在花街的套房內。
大黑亭文鳥（聲：諏訪部順一）
文狐的師傅，已故。生前是很受歡迎的落語家。多出現在文狐的記憶，病逝前立下自己的技藝只到文狐這一帶就結束的遺言。
作次郎（聲：村瀨步）
在寄席裏擔任「席亭」。
阿松（聲：相川奈都姬）
在寄席裏擔任「御茶子」。
小糸（聲：長谷川育美）
在寄席裏負責演奏三味線和唱歌的「下座」，雙目失明，因此耳朵和鼻子很靈敏，從氣息得知小豆的狸貓身份，也是唯一知道小豆真實身份的普通人類。本身喜歡毛絨絨的東西，壓力大時會抱著貍貓狀的小豆來舒緩壓力。
駱駝（聲：梅原裕一郎）
來自東京黑駒一家的黑道幹部，本名卯之助，為了帶白良回家而來到大阪。在小豆阻擋下得知白良的心意後，不再回東京，而是駐足在大阪的黑道分部。表面冷酷，但卻暗中關注白良的落語演出。與小豆跟文狐之間關係似歡喜冤家，戲稱文狐為女狐狸。此外也是椿白團治的討債人。

## 創作
作者TNSK雖然出身自大阪，但在連載開始時才開始聽上方落語約一年。最初連上方落語和江戶落語都搞不清楚，在聽完三遊亭圓生的表演後深受感動，之後發現也有大阪腔的落語，在聽完桂米朝的表演受到很大的衝擊。

## 出版書籍
| 卷數 | 講談社        | 講談社                                                  |
| 卷數 | 發售日期      | ISBN                                                    |
| ---- | ------------- | ------------------------------------------------------- |
| 1    | 2019年9月6日  | ISBN 978-4-06-517007-6                                  |
| 2    | 2019年12月6日 | ISBN 978-4-06-517932-1                                  |
| 3    | 2020年5月7日  | ISBN 978-4-06-519472-0                                  |
| 4    | 2020年10月7日 | ISBN 978-4-06-520912-7                                  |
| 5    | 2021年3月5日  | ISBN 978-4-06-522663-6                                  |
| 6    | 2021年8月5日  | ISBN 978-4-06-524517-0 ISBN 978-4-06-524723-5（特裝版） |
| 7    | 2022年1月7日  | ISBN 978-4-06-526555-0                                  |
| 8    | 2022年6月7日  | ISBN 978-4-06-528218-2                                  |
| 9    | 2022年10月6日 | ISBN 978-4-06-529509-0                                  |
| 10   | 2023年2月7日  | ISBN 978-4-06-530565-2                                  |
| 11   | 2023年7月6日  | ISBN 978-4-06-532224-6                                  |
| 12   | 2024年2月7日  | ISBN 978-4-06-534480-4                                  |

## 電視動畫
2021年8月3日，宣佈將獲改編為電視動畫，並公開一段前導宣傳片。當時公佈了兩名主角的聲優分別是M·A·O和山村響。
2022年1月6日，宣佈動畫定於同年首播，並公開前導視覺圖，以及主要製作人員陣容；動畫製作公司是LIDENFILMS。3月26日，在AnimeJapan 2022的波麗佳音攤位舉辦舞台活動，聲優M·A·O和山村響出席。當日宣佈動畫定於同年10月在TOKYO MX、每日放送和BS朝日首播，公開第1條宣傳片，並公佈6名配角的聲優。6月6日，公開第2條宣傳片，並再多公佈3名配角的聲優。8月5日，宣佈首播日期為9月30日，並公開第2張主視覺圖。
2022年9月19日，於大阪天滿天神繁昌亭舉辦「第1話先行上映落語會」，出席者除了飾演主角的聲優M·A·O和山村響之外，還有笑福亭生喬、林家染雀和露之紫（露の紫）三位落語家。當日除了播映第1集外，還有談話環節和落語表演。

### 製作人員
- 原作：TNSK
- 導演：山本秀世
- 系列構成、編劇：待田堂子
- 編劇：下林溪、皐月彩、富樫夕步
- 人物設定、總作畫監督：山內遼
- 音響監督：納谷僚介
- 音響製作：STUDIO MAUSU
- 音樂：矢鴇司、原田篤、本多有紀
- 音樂製作：波麗佳音
- 動畫製作：LIDENFILMS
- 製作：春来亭活動写真部[7][4]

### 主題曲
片頭曲
作詞：，作曲、編曲：toku，主唱：GARNiDELiA
片尾曲
作詞：岩里祐穗，作曲、編曲：倉田涼，弦樂編曲：小林哲也，主唱：Hinano

### 劇集列表
| 話數 | 標題                                          | 劇本     | 分鏡     | 演出               | 作畫監督                                  | 首播日期       |
| --- | --------------------------------------------- | -------- | -------- | ------------------ | ----------------------------------------- | -------------- |
| 1 | 我要成為落語家 （）                           | 待田堂子 | 山本秀世 | 藤代和也           | 清水勝祐、柴田健兒、佐本三國              | 2022年9月30日  |
| 大正年間，豆狸小豆從鄉下到大城市大阪辦事，她將長老的囑咐拋諸腦後，試圖以幻術戲弄人類，卻沒有人上當。小豆於春來亭遇見知名落語家大黑亭文狐，見到她以落語《遊山船》讓人類沉醉不已，深受感動並立志成為落語家。 |                                               |          |          |                    |                                           |                |
| 2 | 我的技藝 有辦法偷學就試試看 （）              | 下林渓   | 山本秀世 | 山本秀世、木村佳嗣 | 柑原豆真、西道拓哉、Oh yang hyun          | 2022年10月7日  |
| 因為文狐的演出已經客滿，小豆便藏在天花板上偷聽文狐演出落語《崇德院》。在小豆拜師被拒後，便追著文狐來到她家，反而被她以狐火燒傷。在小豆把玩文狐忘了帶走的扇子時，扇子被貓叼走，小豆費勁心力才奪回扇子並將其交給文狐。小豆再次希望能拜文狐為師，見到小豆的誠意後，文狐允許她偷師。 |                                               |          |          |                    |                                           |                |
| 3 | 好好觀摩工作 （）                             | 皋月彩   | 山本秀世 | 平田豐             | 嶋田聰史、岡崎耕太郎、佐本三國            | 2022年10月14日 |
| 小豆受不了成天洗衣打掃，文狐帶小豆到寄席，介紹擔任席亭的作次郎和擔任御茶子的阿松給她，並讓阿松帶她認識環境。在準備表演時，小豆忙著端茶倒水、鋪坐墊和折和服，並發現師傅早已讓自己有了工作經驗。在工作告一段落後，小豆從旁觀摩文狐表演《三枚起請》。 |                                               |          |          |                    |                                           |                |
| 4 | 與其當不能見人的廢材，不如當能見人的廢材 （） | 待田堂子 | 山本秀世 |                    | 中野彰子、嶋田聰、                        | 2022年10月21日 |
| 文狐帶小豆觀摩椿白良的表演《東之旅》，並讓她到雜喉場見習。小豆在那裏受到白良的提點，學習大阪方言的的節奏。關東黑道黑駒一家的幹部駱駝強行帶走白良，文狐帶小豆才得知白良出身黑道世家。為了帶回白良，文狐表演了《駱駝》，讓駱駝想起和白良的往事並露出微笑，成功將白良帶回。 |                                               |          |          |                    |                                           |                |
| 5 | 目白 魬 鰤 （）                               | 皋月彩   | 山本秀世 | 藤代和也           | 竹島照子、清水勝祐、柴田健兒              | 2022年10月28日 |
| 白良重回寄席，並有望從前座晉升為中座，不服輸的小豆也想勤加背誦落語，但一字不識的她倒頭就睡。寄席的琴師小糸發現小豆是狸貓，並同意保守秘密。在文狐準備上台表演《辻占茶屋》時，小糸不慎跌倒，三味線也被摔壞，小豆變成三味線讓小糸彈奏，並得以近距離體會自己仍有很大的進步空間。 |                                               |          |          |                    |                                           |                |
| 6 | 觀眾是食物 （）                               | 下林渓   | 山本秀世 | 平田豐             | Ryu hyun jin、Kim dae jung、Park mi hyunv | 2022年11月4日  |
| 白良將在天神祭落語會被升為中座，而屆時白良也會推薦小豆成為前座，小豆聞訊後非常興奮，但立即感受到壓力，並極度害怕他人的視線。白良建議她將觀眾「當成食物」，藉此消除緊張，但效果不彰。小豆懇求駱駝聽自己說《東之旅》，並幫助自己克服緊張，經駱駝提點後，小豆想起文狐的指導並有所成長。 |                                               |          |          |                    |                                           |                |
| 7 | 第一步要跌倒才有價值 （）                     | 待田堂子 | 山本秀世 |                    | 安西俊之、角田茉央、三橋妙子              | 2022年11月11日 |
| 大阪天滿宮舉行天神祭，小豆將在那裡登台演出，然而乘坐於御鳳輦（神轎）內的天神擅自脫逃，小豆設計引誘她出現，才知道祂是因為渴望聽落語才脫逃，然而祂的離去也導致天氣驟變，使祭典可能停辦。小豆把天神帶回後，設法讓祂聽到自己演出落語《東之旅》，儘管偶有疏漏，但依然逗得天神和眾人開懷大笑，天空也轉陰為晴。 |                                               |          |          |                    |                                           |                |
| 8 | 認真是當不了藝人的 （）                       | 皐月彩   | 山本秀世 | 安西俊之           | 小島彰、竹島照子、角田茉央                | 2022年11月18日 |
| 小豆巧遇因欠債而跑路的落語家、白良的師傅白團治，白團治生動地表演《賀禮摺紙封簽》，讓觀眾捧腹大笑，但他的演出卻被負責討債的駱駝中斷。小豆聲稱要擔下所有債務，之後文狐和小豆使出各種花招讓債主離開，並建議白團治舉行大型公演還債。 |                                               |          |          |                    |                                           |                |
| 9 | 不是師傅就沒有意義 （）                       | 下林渓   | 山本秀世 | 村上勉             | 佐佐木一浩、服部憲知、松本勝次            | 2022年11月25日 |
| 上方落語四天王之一的霧之圓紫召集所有四天王，質問文狐為何違背與前代的約定擅自收徒，為了避免小豆遭到業界封殺，文狐便按照白團治的建議，將她逐出師門，並讓她接受四天王的考驗，以證明她有能耐繼承「大黑亭」之名。對考驗並不知情的小豆在白團治門下學習打雜。白團治要小豆和白良到債主那裡商量延後還款期限，白良運用落語《吹牛》的台詞討好債主，成功達到目的，小豆有樣學樣卻鬧了笑話。儘管如此，白團治很欣賞小豆，並表示願意收她為徒，小豆拒絕之後，白團治表示她通過「讓自己變成落語」的考驗，並揭示四天王做出的結論。 |                                               |          |          |                    |                                           |                |
| 10 | 為什麼我不行呢 （）                           | 富樫夕步 | 山本秀世 | 平田豐             | 安西俊之、角田茉央、小島彰                | 2022年12月2日  |
| 小豆接受霧之圓紫的考驗，必須在只觀看兩次範例的情況下，於一星期後一字不差地演出圓紫示範的《壽限無》。為了避免外界干擾，小豆躲到山裡日以繼夜地覆誦，卻因為露宿野外而精神不濟。測驗當日，雖然小豆沒有精準複製圓紫的表演，並在演完後不支倒地，但圓紫仍然認為已經把前代傳給自己的《壽限無》成功傳給她，並讓她通過考驗。 |                                               |          |          |                    |                                           |                |
| 11 | 我的技藝 就由妳來結束吧 （）                  | 富樫夕步 | 山本秀世 | 山本秀世           | 清水勝祐、柴田健兒、西道拓哉              | 2022年12月9日  |
| 文狐的原形是伊勢的妖狐，因時代變遷而被人類唾棄，負傷後被大黑亭文鳥收為頭號弟子。起初她無法理解文鳥要自己學習落語的原因，並和圓紫、白團治屢起衝突。在某次演出中，文鳥替文狐出一口氣，並解釋收她為徒的原因，次日文鳥演出了鮮少演出的《第一百年》，栩栩如生的表演讓文狐彷彿見到自己幼時熟悉的人類。五年後，文鳥撒手人寰，而文狐已經升上真打，足以獨當一面。 |                                               |          |          |                    |                                           |                |
| 12 | 妳很有趣也沒有意義 （）                       | 待田堂子 | 山本秀世 | 中川聰             | 杉本幸子、北條直明、鵜池一馬              | 2022年12月16日 |
| 最後一位四天王歌綠要求小豆表演落語，雖然認為她的表演很有趣，但給予的評價是不合格。小豆追著他來到花街，並在裡面打雜。對文鳥懷恨在心的客人要小豆在熱鬧的酒席宴會中表演落語，並煽動酒客大聲喧嘩，讓小豆飽受表演無人聞問的滋味。歌綠打斷她的演出並改演《三張誓約》，靠著反串女性讓眾人鴉雀無聲並洗耳恭聽。表演結束後，歌綠要小豆七日後再次表演，並希望屆時她能展現出自己體內有趣的角色」，而痛恨落語的客人知情後，暗中設計陷害她。                                                                                 |                                               |          |          |                    |                                           |                |
| 13 | 全部都是師傅教我的 （）                       | 待田堂子 | 山本秀世 | 山本秀世、横山でで | 佐竹秀幸、なまため やすひろ、清水勝祐     | 2022年12月23日 |
| 痛恨落語的客人贈送小豆一個包裹，並在事後栽贓她竊盜。警方進入寄席逮人，並和工作人員肢體衝突。在小豆決定自願被捕時，文狐放大量觀眾進場，擾亂警方佈陣，並講述《佐佐木審判》諷刺警方，並設計讓痛恨落語的客人自討苦吃，讓他知難而退。風波告一段落後，小豆回顧自己拜師以來的經歷，並感謝師傅傳授給自己的一切；另一方面，歌綠也決定讓小豆合格，並讓她得以重歸大黑亭文狐的門下。 |                                               |          |          |                    |                                           |                |

### 播映平台
| 播映地區                           | 播映平台                                                                    | 播映日期               | 播映時間              | 備註   |
| ---------------------------------- | --------------------------------------------------------------------------- | ---------------------- | --------------------- | ------ |
| 香港、澳門、臺灣、馬來西亞、新加坡 | Ani-One中文官方動畫頻道（YouTube）                                          | 2022年9月30日—12月23日 | 星期五 23:00（UTC+8） | [ 30 ] |
| 臺灣                               | 巴哈姆特動畫瘋、KKTV、Hami Video、中華電信MOD、friDay影音、myVideo、LINE TV | 2022年9月30日—12月23日 | 星期五 23:00（UTC+8） |        |

## 外部連結
- 官方網站（日語）
- 電視動畫官方網站（日語）
- 電視動畫的X（前Twitter）（日語）